# Acronicta nigromaculata
Acronicta nigromaculata is een vlinder uit de familie van de uilen (Noctuidae). De wetenschappelijke naam van de soort is voor het eerst geldig gepubliceerd in 1912 door Warren.
Ze komen als volwassen exemplaren tevoorschijn van juni tot september in Japan,  Nepal, en van de westelijke Himalaya tot Taiwan. Ze hebben een vleugelspan van 35–40 mm.
De soort staat op Japans rode lijst van bedreigde diersoorten. 